# Iraj Masjedi
 (janvier 2020).
Iraj Masjedi (en persan : ایرج مسجدی) est l'actuel ambassadeur d'Iran en Irak, après avoir servi au sein des Gardiens de la Révolution islamique pendant 35 ans. Vétéran de la guerre Iran-Irak, Masjedi est un officier haut gradé de la Force Al-Qods et a été un proche conseiller de Qassem Soleimani.
Il est nommé ambassadeur d'Iran en Irak en janvier 2017.